# Microlophium rubiformosanum
Microlophium rubiformosanum är en insektsart. Microlophium rubiformosanum ingår i släktet Microlophium och familjen långrörsbladlöss. Inga underarter finns listade i Catalogue of Life.